# Kanton Ouroux-sur-Saône
Der Kanton Montceau-les-Mines ist seit 2015 ein französischer Wahlkreis im Département Saône-et-Loire in der Region Bourgogne-Franche-Comté. Er umfasst 15 Gemeinden in den Arrondissements Chalon-sur-Saône und Louhans und hat seinen Hauptort (frz.: bureau centralisateur) in Ouroux-sur-Saône.

## Gemeinden
Der Kanton besteht aus 15 Gemeinden mit insgesamt 18.578 Einwohnern (Stand: 1. Januar 2022) auf einer Gesamtfläche von 267,89 km²:
| Gemeinde                    | Einwohner 1. Januar 2022 | Fläche km² | Dichte Einw./km² | Code INSEE | Postleitzahl | Arrondissement   |
| --------------------------- | ------------------------ | ---------- | ---------------- | ---------- | ------------ | ---------------- |
| Allériot                    | 1.162                    | 13,46      | 86               | 71004      | 71380        | Chalon-sur-Saône |
| Baudrières                  | 1.007                    | 27,00      | 37               | 71023      | 71370        | Louhans          |
| Châtenoy-en-Bresse          | 1.098                    | 6,69       | 164              | 71117      | 71380        | Chalon-sur-Saône |
| Guerfand                    | 226                      | 6,44       | 35               | 71228      | 71620        | Chalon-sur-Saône |
| L’Abergement-Sainte-Colombe | 1.235                    | 19,53      | 63               | 71002      | 71370        | Louhans          |
| Lans                        | 945                      | 8,11       | 117              | 71253      | 71380        | Chalon-sur-Saône |
| Lessard-en-Bresse           | 562                      | 8,20       | 69               | 71256      | 71440        | Louhans          |
| Montcoy                     | 241                      | 9,06       | 27               | 71312      | 71620        | Chalon-sur-Saône |
| Oslon                       | 1.221                    | 4,76       | 257              | 71333      | 71380        | Chalon-sur-Saône |
| Ouroux-sur-Saône            | 3.183                    | 22,62      | 141              | 71336      | 71370        | Louhans          |
| Saint-Christophe-en-Bresse  | 1.054                    | 20,39      | 52               | 71398      | 71370        | Louhans          |
| Saint-Germain-du-Plain      | 2.346                    | 19,31      | 121              | 71420      | 71370        | Louhans          |
| Saint-Martin-en-Bresse      | 1.902                    | 34,59      | 55               | 71456      | 71620        | Chalon-sur-Saône |
| Tronchy                     | 241                      | 7,76       | 31               | 71548      | 71440        | Louhans          |
| Villegaudin                 | 218                      | 8,96       | 24               | 71577      | 71620        | Chalon-sur-Saône |
| Kanton Ouroux-sur-Saône     | 16.641                   | 216,88     | 77               | 7124       | –            | –                |